# Cordelia Cameron
Cordelia Cameron, född 27 november 1809, död 23 april 1892, var en australisk skådespelare och teaterdirektör. Hon var den första kvinnliga teaterdirektören i Australien.
Hon anlände till Tasmanien tillsammans med sin make, skådespelaren och teaterdirektören Samson Cameron, år 1833. Hon var en framstående del av hans ensemble, och många kvinnliga skådespelare i hennes samtids Australien använde henne som förebild och kopierade henne scenteknik. Hon blev också den första kvinnliga teaterdirektören när hennes make år 1834 reste bort och lämnade henne att sköta teatern i sin frånvaro. Paret var verksamma på Tasmanien fram till 1844.